# Cerkiew św. Sergiusza z Radoneża w Puszkinie
Cerkiew św. Sergiusza z Radoneża – prawosławna cerkiew w Puszkinie, wzniesiona w 1889, zdewastowana po rewolucji październikowej i zwrócona wiernym we wrześniu 2012.

## Historia
Cerkiew została wzniesiona w 1889 w sąsiedztwie kompleksu koszarowego 2 carskosielskiego pułku strzelców lejbgwardii, do którego należała świątynia. Poświęcenie obiektu miało miejsce czternaście lat później, w obecności cara Mikołaja II, wielkich książąt Włodzimierza i Sergiusza Aleksandrowicza Romanowów oraz wielkiej księżnej Marii Pawłowny. W obiekcie znajdowały się nagrobki rosyjskich żołnierzy walczących w I wojnie światowej.
Po rewolucji październikowej cerkiew została zamknięta, a z jej budynku zdjęto kopuły. Zniszczone zostały również nagrobki żołnierzy, chociaż brakuje danych co do losu samych pochówków. W czasie II wojny światowej obiekt ponownie doznał poważnych uszkodzeń, po zakończeniu walk nadal był wykorzystywany do celów niezgodnych z przeznaczeniem. Po upadku ZSRR przez wiele lat właścicielem budynku było Ministerstwo Transportu Federacji Rosyjskiej; w cerkwi mieściła się publiczna toaleta kawiarnia i serwis samochodowy.
Świątynia została zwrócona eparchii petersburskiej i ładoskiej Rosyjskiego Kościoła Prawosławnego 21 września 2012, po dwuletnich staraniach, w bardzo złym stanie technicznym. Zaplanowano wówczas jej renowację. Państwo rosyjskie zobowiązało się przeznaczyć na prace konserwatorskie i badania na terenie cerkwi kwotę 1,8 mln rubli. Po ukończeniu tych prac wielkiego poświęcenia odnowionego obiektu dokonał patriarcha moskiewski i całej Rusi Cyryl w asyście metropolity petersburskiego i ładoskiego Warsonofiusza, biskupów wyborskiego i prioziorskiego Ignacego, carskosiolskiego Marcela, tichwińskiego i łodiejnopolskiego Mścisława, gatczyńskiego i łuskiego Mitrofana oraz duchowieństwa metropolii petersburskiej.